# NGC 317
NGC 317 este o interacțiune de galaxii formată din galaxiile PGC 3442 și PGC 3445, situată în constelația Andromeda. A fost descoperită în 1 octombrie 1885 de către Lewis Swift.